# Copa Super 8 de Basquete de 2021–22
A Copa Super 8 de 2021–22 foi um torneio de basquetebol realizado no período entre os dois turnos do Novo Basquete Brasil (NBB) e organizado pela Liga Nacional de Basquete. Esta foi a quarta edição da Copa Super 8, uma competição inaugurada em 2018.

## Participantes e regulamento
O torneio foi composto por jogos eliminatórios com chaveamento pré-determinado, nos quais as oito equipes melhores colocadas do primeiro turno do NBB 2021-22 se enfrentam. Nesta edição, os jogos das quartas de final foram Franca e Caxias do Sul, Flamengo e Paulistano, Minas e Unifacisa, além de São Paulo e Bauru.
| Equipe        | Classificação no NBB (1.º turno) | Ref.  |
| ------------- | -------------------------------- | ----- |
| Bauru         | Quinto                           | [ 1 ] |
| Caxias do Sul | Oitavo                           | [ 1 ] |
| Flamengo      | Segundo                          | [ 1 ] |
| Franca        | Primeiro                         | [ 1 ] |
| Minas         | Terceiro                         | [ 1 ] |
| Paulistano    | Sétimo                           | [ 1 ] |
| São Paulo     | Quarto                           | [ 1 ] |
| Unifacisa     | Sexto                            | [ 1 ] |

## Confrontos
Negrito - Vencedor do confronto

Itálico - Time com vantagem de mando de quadra

|  | Quartas de final | Quartas de final | Quartas de final |               |     | Semifinais | Semifinais | Semifinais |  |  | Final | Final | Final |  |
|  |                  |                  |                  |               |     |            |            |            |  |  |       |       |       |  |
|  | 1.º              | Franca           | 87               |               |     |            |            |            |  |  |       |       |       |  |
|  | 1.º              | Franca           | 87               |               |     |            |            |            |  |  |       |       |       |  |
|  | 8.º              | Caxias do Sul    | 91               |               |     |            |            |            |  |  |       |       |       |  |
|  | 8.º              | Caxias do Sul    | 91               |               | 4.º | São Paulo  | 91         |            |  |  |       |       |       |  |
|  |                  |                  |                  |               | 4.º | São Paulo  | 91         |            |  |  |       |       |       |  |
|  |                  |                  | 8.º              | Caxias do Sul | 72  |            |            |            |  |  |       |       |       |  |
|  | 4.º              | São Paulo        | 8.º              | Caxias do Sul | 72  | 78         |            |            |  |  |       |       |       |  |
|  | 4.º              | São Paulo        |                  |               |     |            |            |            |  |  |       |       |       |  |
|  | 5.º              | Bauru            | 73               |               |     |            |            |            |  |  |       |       |       |  |
|  | 5.º              | Bauru            | 73               |               | 3.º | Minas      | 78         |            |  |  |       |       |       |  |
|  |                  |                  |                  |               |     |            |            |            |  |  |       |       |       |  |
|  |                  |                  | 4.º              | São Paulo     | 77  |            |            |            |  |  |       |       |       |  |
|  | 3.º              | Minas            | 4.º              | São Paulo     | 77  | 88         |            |            |  |  |       |       |       |  |
|  | 3.º              | Minas            |                  |               |     |            |            |            |  |  |       |       |       |  |
|  | 6.º              | Unifacisa        | 84               |               |     |            |            |            |  |  |       |       |       |  |
|  | 6.º              | Unifacisa        | 84               |               | 2.º | Flamengo   | 63         |            |  |  |       |       |       |  |
|  |                  |                  |                  |               | 2.º | Flamengo   | 63         |            |  |  |       |       |       |  |
|  |                  |                  | 3.º              | Minas         | 71  |            |            |            |  |  |       |       |       |  |
|  | 2.º              | Flamengo         | 3.º              | Minas         | 71  | 71         |            |            |  |  |       |       |       |  |
|  | 2.º              | Flamengo         |                  |               |     |            |            |            |  |  |       |       |       |  |
|  | 7.º              | Paulistano       | 68               |               |     |            |            |            |  |  |       |       |       |  |

## Classificação final
Apesar de ser composta por um sistema eliminatório, o regulamento da competição determinou uma classificação final estabelecida seguindo os critérios de fases alcançadas e posicionamentos do NBB.
| Pos. | Equipe        | J | V | D |
| ---- | ------------- | - | - | - |
| 1    | Minas         | 3 | 3 | 0 |
| 2    | São Paulo     | 3 | 2 | 1 |
| 3    | Flamengo      | 2 | 1 | 1 |
| 4    | Caxias do Sul | 2 | 1 | 1 |
| 5    | Franca        | 1 | 0 | 1 |
| 6    | Bauru         | 1 | 0 | 1 |
| 7    | Unifacisa     | 1 | 0 | 1 |
| 8    | Paulistano    | 1 | 0 | 1 |